# Physcomitridium
Physcomitridium là một chi rêu trong họ Funariaceae.